# Volksbad Limmer

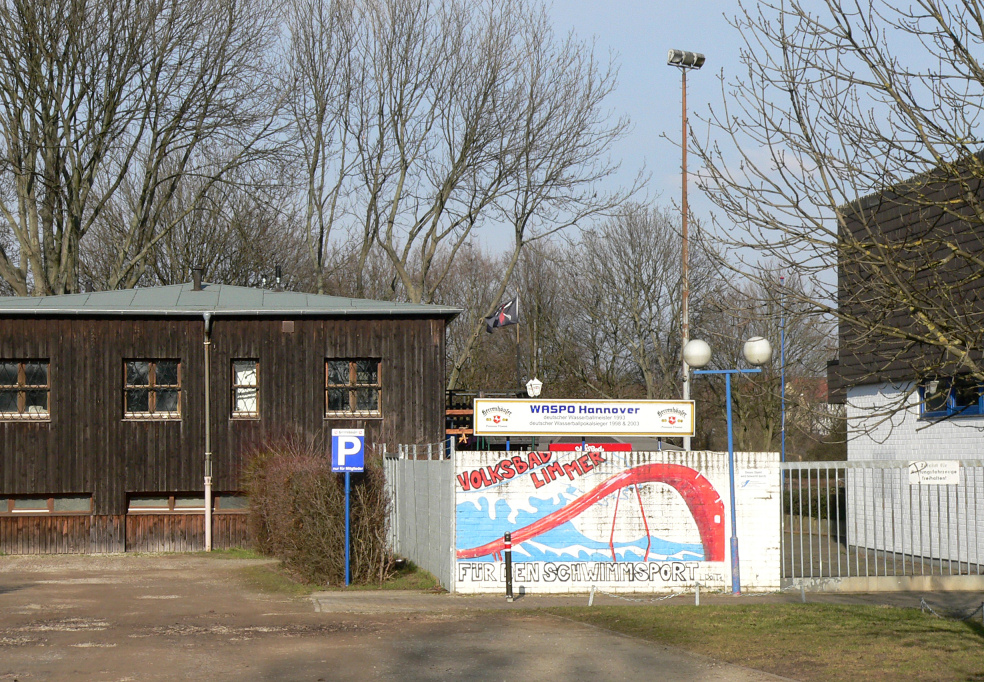
Eingang des Freibads, vor 2012

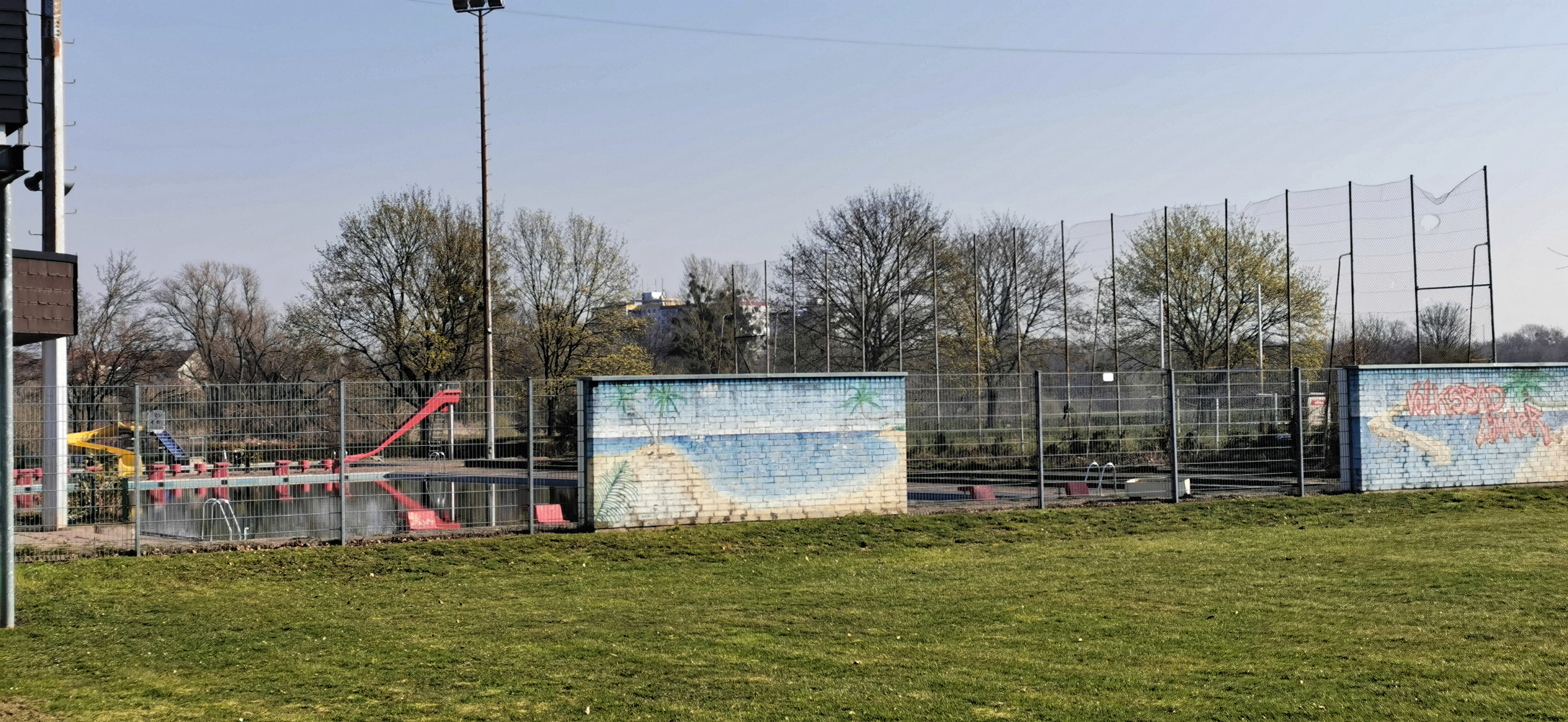
Das Becken des Freibads

Das Volksbad Limmer ist ein Freibad im Stadtteil Limmer in Hannover. Das Bad wird von den beiden Schwimmvereinen Waspo 98 Hannover und Hannoverscher SV v. 1892 betrieben.

## Geschichte
Das Volksbad Limmer wurde dem Arbeitersportverein Freier Wassersport Hannover-Linden in einer stillgelegten Kiesgrube 1925 als Freibad erbaut. Es entstanden ein 100-Meter-Becken und eine ausgedehnte Wiesenfläche. Im Zweiten Weltkrieg wurde es teilweise zerstört und 1950 wieder aufgebaut. Seit Umbauarbeiten 1975 ist das Bad im jetzigen Zustand.

## Ausstattung
- Schwimmerbecken 50 × 22,5 m
- Nichtschwimmer 22,5 × 12,5 m mit zwei Rutschen
- Zwei Tischtennisplatten
- Fußballplatz und große Liegewiese (ca. 7000 m²)
- Kiosk

## Veranstaltungen
Seit 2005 fand die Partyreihe „Club am Pool“ durch den Veranstalter Festnetz statt. Diese stand 2010 wegen Geräuschbelästigung in der Kritik. Der Veranstalter gab im Juli 2010 bekannt, dass die Partyreihe nicht fortgesetzt wird.